# E tanta paura
Pour plus de détails, voir Fiche technique et Distribution.
E tanta paura est un giallo italien de Paolo Cavara sorti en 1976.
Le film est agrémenté en son milieu d'un dessin animé érotique réalisé par Gibba dans lequel, comme le dit Marco Giusti, « le grand Gibba se déchaîne dans toutes sortes d'excès sado-masochistes ».

## Synopsis
À Milan, une prostituée tue l'un de ses clients et l'inspecteur Lomenzo est choisi pour enquêter sur cette affaire. Après ce meurtre, d'autres suivent : des membres d'une clique de riches clients meurt les uns après les autres. Une fois le meurtre accompli, le meurtrier laisse une illustration de Crasse-Tignasse à côté de chacun des cadavres. Le meurtrier n'est cependant pas la prostituée car, peu de temps après, elle aussi meurt des mains du tueur en série : assommée pendant son travail dans la rue, elle est attachée à un arbre et brûlée vive à l'essence. Lomenzo, avec l'aide de Jeanne, une jeune Française, découvre que les victimes sont toutes liées à un réseau de fêtes et de drogues consommées dans une villa de la province milanaise. Un dangereux spécimen de tigre, gardé dans une cage, se trouve dans le jardin de la villa.
Lomenzo découvre que la cage du félin était utilisée pour faciliter un commerce illicite de bijoux et que ce commerce était parallèle à une série d'autres activités malhonnêtes exercées par le groupe. Les indices révèlent d'anciens secrets, dont la mort de Rosa Catena, une jeune prostituée du Sud, assassinée lors d'une des nombreuses orgies de la villa. La vérité est cependant difficile à découvrir et le nombre de victimes ne cesse d'augmenter. Lomenzo tâtonne dans le noir jusqu'à ce qu'il trouve une piste inattendue. Les différents meurtres, en effet, ne sont pas le fait d'un seul assassin mais d'une multitude de personnes (dont la prostituée qui sera ensuite tuée), engagées dans les milieux de la pègre par un mandant qui entendait éliminer tous ceux qui avaient monté le réseau de recel, de drogue et de sexe à l'intérieur de la villa milanaise. L'identité de l'instigateur est alors découverte.

## Fiche technique
- Titre original italien : E tanta paura[3] (litt. « Et tant de peur »)
- Réalisateur : Paolo Cavara
- Scénario : Paolo Cavara, Bernardino Zapponi, Enrico Oldoini
- Photographie : Franco Di Giacomo
- Montage : Sergio Montanari
- Musique : Daniele Patucchi (it)
- Effets spéciaux : Giovanni Cappelli
- Décors : Franco Fumagalli (it)
- Costumes : Marisa Crimi
- Maquillage : Otello Sisi
- Production : Ermanno Curti, Guy Luongo, Rodolfo Putignani
- Sociétés de production : Centro Produzioni Cinematografiche Città di Milano, G.P.E. Enterprises
- Pays de production :  Italie
- Langue originale : italien
- Format : Couleur - 1,85:1 - Son mono
- Durée : 98 minutes
- Genre : Giallo, Comédie érotique
- Dates de sortie :
  - Italie : 17 septembre 1976

## Distribution
- Michele Placido : Inspecteur Gaspare Lomenzo
- Corinne Cléry : Jeanne
- Eli Wallach : Pietro Riccio
- Quinto Parmeggiani : Angelo Scanavini
- Cecilia Polizzi : l'amie de Scanavini
- Edoardo Faieta (sous le nom d'« Eddy Fay ») : Fulvio Colajanni
- John Steiner : Hoffmann
- Jacques Herlin : Pandolfi
- Tom Skerritt : Inspecteur en chef
- Greta Vaillant : Laura Falconieri
- Enrico Oldoini : l'assistant de Lomenzo
- Enzo Robutti : client avec femme infidèle
- Claudio Zucchet : Agostino Farundi
- Maria Tedeschi : la mère d'Angelo
- Ennio Antonelli : employé de Colajanni
- Mary Ruth League : la maîtresse de Lomezio
- Leonora Vivaldi : prostituée meurtrière
- Sarah Ceccarini : Rosa